# Syrphoctonus lapsabundus
Syrphoctonus lapsabundus är en stekelart som beskrevs av Pierre L. G. Benoit 1965. Syrphoctonus lapsabundus ingår i släktet Syrphoctonus och familjen brokparasitsteklar. Inga underarter finns listade i Catalogue of Life.